# Ntuthuko Mchunu
Ntuthuko Mchunu (geboren am 5. April 1999) ist ein südafrikanischer Rugby-Union-Spieler, der für die Sharks in der United Rugby Championship und die Natal Sharks im Currie Cup spielt. Seine Stammposition ist Linker Pfeiler (Loosehead Prop).

## Jugend
Mchunu wurde in Durban geboren und besuchte die High School am Maritzburg College in Pietermaritzburg, wo er in seinem Abschlussjahr 2018 Schulsprecher war.

## Vereinskarriere
Er wurde in den Kader der Sharks für den Pro14 Rainbow Cup SA Wettbewerb berufen. Mchunu gab sein Debüt für die Sharks in Runde 1 des Pro14 Rainbow Cup SA Wettbewerbs gegen die Stormers.
Im Mai 2023 verlängerte er seinen Vertrag bei den Sharks bis 2025.
Im März 2025 wurde sein Wechsel zu den Stormers zum Ende der Saison bekanntgegeben.

## Nationalmannschaft
Nach seiner erfolgreichen Saison in der URC wurde er im Juni 2022 von Trainer Jacques Nienaber zum ersten Mal für die Springboks berufen, um sich auf die Testspielserie gegen Wales vorzubereiten. Sein erstes Länderspiel bestritt er im zweiten Spiel der Serie am 9. Juli 2022 in Bloemfontein.